# 베자어
베자어(Beja)는 홍해 서쪽 연안 지역에서 베자족에 의해 사용되는 아프리카아시아어족 쿠시어파의 언어이다. 화자는 이집트와 수단, 에리트레아에 걸쳐 분포하며, 약 2백만 명 이상의 화자가 있는 것으로 추산된다. 이름은 아랍어로 بجا(bijā)라고 하며, 베자어에서는 Bidhaawyeet이나 Tubdhaawi라고 부른다. 쿠시어파 내에서 다소 독특한 언어학적 특징을 가지고 있어 베자어 혼자만 북부 어군으로 분류된다.

## 같이 보기
- 베자족
- 쿠시어파